# Glironia venusta
Genre
Espèce
Synonymes
- Marmosa aceramarcae Tate, 1931

Statut de conservation UICN

 LC  : Préoccupation mineure
L'Opossum à queue touffue (Glironia venusta) est la seule espèce du genre Glironia. C'est un petit marsupial, un opossum de la famille des Didelphidae.

## Répartition
Cette espèce vit en Bolivie, au Brésil, en Équateur, au Pérou et en Colombie. On la trouve à une altitude de 700 m.